# Condado de Lee (Illinois)
O Condado de Lee é um dos 102 condados do estado americano de Illinois. A sede do condado é Dixon, e sua maior cidade é Dixon. O condado possui uma área de 1 889 km² (dos quais 10 km² estão cobertos por água), uma população de 36 062 habitantes, e uma densidade populacional de 19 hab/km² (segundo o censo nacional de 2000). O condado foi fundado em 27 de fevereiro de 1839.